# Heupink & Bloemen Tabak B.V
Heupink & Bloemen Tabak B.V är ett företag från Nederländerna som tillverkar olika tobaksprodukter, bland annat cigaretterna Black Devil, Pool och Proud. Företaget har anor från år 1839 och har sin bas i Ootmarsum, Nederländerna.